# Encapsulina
As encapsulinas são uma família de proteínas bacterianas que servem como principais componentes estruturais dos nanocompartimentos de encapsulina. Existem vários tipos de proteínas encapsulinas, como a EncA, que forma o invólucro do nanocompartimento, e EncB, EncC e EncD, que formam a parte central.